# Тейт, Мэгги
Мэгги (Маргарет) Тейт (англ. Maggie Teyte; 17 апреля 1888, Вулвергемптон — 26 мая 1976, Лондон) — английская оперная певица (сопрано).

## Биография
Маргарет Тейт, известная как Мэгги Тейт, родилась в 1888 году в Вулвергемптоне. Училась в Королевском колледже музыки в Лондоне. В 1903 году переехала в Париж, где стала ученицей Яна Решке. Дебютировала в 1906 году в рамках моцартовского фестиваля, организованного Рейнальдо Ханом и Лилли Леман. Первое выступление на оперной сцене состоялось в 1907 году в Опере Монте-Карло (Церлина в «Дон Жуане» Моцарта). Пела также различные партии в Опера-Комик.
В 1908 году Клод Дебюсси выбрал Мэгги Тейт для партии Мелизанды в своей опере «Пеллеас и Мелизанда». В этой роли она имела большой успех; многие полагали, что она превзошла первую исполнительницу партии Мэри Гарден. Впоследствии Тейт неоднократно выступала в концертах совместно с аккомпанировавшим ей Дебюсси, а его произведения и французская вокальная лирика в целом стали постоянной составляющей её репертуара. В 1937 году вышла запись сольного концерта Тейт (аккомпаниатор Альфред Корто), состоявшего из произведений Дебюсси. В 1940 году она записала альбом французской вокальной музыки от Берлиоза до Дебюсси в сопровождении фортепиано и оркестра.
Помимо парижской Опера-Комик, выступала в Чикагской опере, Бостонской опере, Метрополитен-опере в Нью-Йорке, лондонском «Ковент-Гардене» и других крупных оперных театрах. Среди наиболее известных партий — Керубино («Свадьба Фигаро» Моцарта), Мадам Баттерфляй («Чио-Чио-сан» Пуччини), Эвридика («Орфей и Эвридика» Глюка), Белинда («Дидона и Эней» Пёрселла) и пр. Была первой исполнительницей партии Принцессы в опере «Круглый дурак» Густава Холста. Кроме оперы, выступала также в мюзик-холле и оперетте.
Последнее выступление Тейт на оперной сцене состоялось в 1951 году в партии Белинды. Последнее концертное выступление — в лондонском Фестивал-холл в 1955 году. В 1957 году стала кавалером Ордена Почётного легиона, в 1958 году получила титул Дамы Британской империи.
Умерла в 1976 году в Лондоне.